# Edward Copson
Edward Copson   (Coventry, 21 d'agost de 1901 - Saint Andrews, 16 de febrer de 1980) va ser un matemàtic anglès.
Copson va estudiar al Saint John's College (Oxford), i després va ser professor de matemàtiques primer a la universitat d'Edimburg (1922–29) i després a la universitat de St. Andrews (1930–34). Va ser nomenat professor ajudant de matemàtiques al Royal Naval College de Greenwich el 1934. L'any següent va acceptar el càrrec de professor de matemàtiques al University College de Dundee, que va ocupar fins que va ser nomenat Regius Professor de matemàtiques a St. Andrews (1950-1969). El 1931 es va casar amb Beatrice Mary Whittaker, filla del professor Edmund Whittaker qui havia estat el seu mentor a la universitat d'Edimburg.
Les seves contribucions van ser en anàlisi matemàtica i equacions diferencials parcials, sobre tot en les seves aplicacions a la física teòrica. Copson va escriure una introducció, àmpliament utilitzada, a la teoria de les funcions d'una variable complexa (1935) i, en col·laboració amb Bevan Baker, The Mathematical Theory of Huygens' Principle (1939). Entre les seves altres publicacions destaquen Asymptotic Expansions (1965) i Metric Spaces (1968).